# Omo 1 und Omo 2

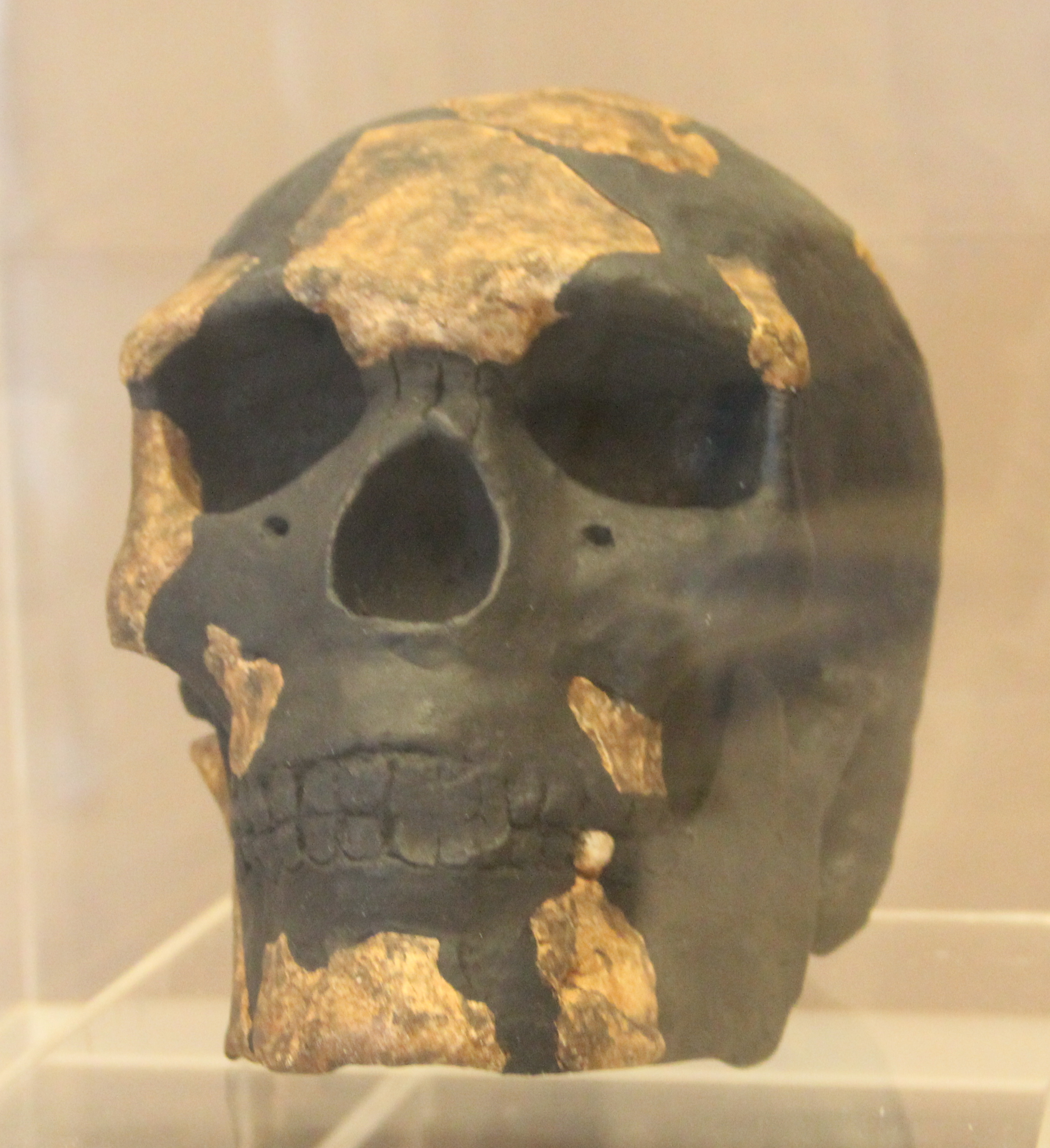
Omo 1 (Rekonstruktion; Abguss im Musée des Civilisations Noires de Dakar, Senegal)

Als Omo 1 und Omo 2 werden zwei in Bruchstücken erhaltene Fossilien der Gattung Homo bezeichnet. Sie wurden ab 1967 im Rahmen einer von Richard Leakey im Tal des Flusses Omo im Süden Äthiopiens veranlassten Grabung geborgen und 1969 von Michael Herbert Day erstmals wissenschaftlich beschrieben. Von Omo 1 blieben Teile des Schädels und der Knochen unterhalb des Schädels eines jungen Erwachsenen erhalten, bei Omo 2 – einem Oberflächenfund – handelt es sich um das weitgehend erhaltene Schädeldach eines älteren Erwachsenen. Ein weiteres, schlechter erhaltenes partielles Schädeldach – Omo 3 – ähnelt weitgehend dem Fossil Omo 1. Ihr Verwahrort ist das Nationalmuseum von Äthiopien in Addis Abeba.

## Funde
Die Fossilien stammen aus zwei benachbarten Grabungsstellen („Omo-Kibish“), die im Jahr 1967 im Verlauf der International Omo Research Expedition von Kamoya Kimeu entdeckt worden waren. Die Funde wurden 1969 mittels der Uran-Thorium-Datierung auf ein Alter von rund 130.000 Jahren datiert. Gleichzeitig wurden sie von Richard Leakey als Überreste des anatomisch modernen Menschen (Homo sapiens) ausgewiesen, wobei Omo 2 im Vergleich mit Omo 1 als „archaischer“ interpretiert wurde (vergl. archaischen Homo sapiens). Die zeitliche Stellung der Fossilfunde blieb jedoch lange Zeit umstritten. Eine Datierung der Fundschicht („Member I“) mittels der 39Ar-40Ar-Methode, die 2005 publiziert wurde, wies schließlich auf ein noch höheres Alter von 190.000 bis 200.000 Jahren hin. 2021 wurde schließlich eine unmittelbar über der Fundschicht liegende Tuffschicht auf 233.000  ±  22.000  Jahre datiert, was bedeutet, dass dies dem Mindestalter der Omo-Fossilien entspricht. Diesen Datierungen zufolge sind sie nach denen vom Djebel Irhoud der bislang zweitälteste bekannte Beleg für Homo sapiens.
Es wurde allerdings eingewandt, dass die Schädel – genauer: die insbesondere aus der aufwändigen Rekonstruktion des Schädel Omo 2 abgeleiteten anatomischen Merkmale – nicht hinreichend viele Gemeinsamkeiten mit Homo sapiens aufweisen, sondern eher mit der Homo sapiens zeitlich vorausgehenden Chronospezies Homo erectus. 1991 wurde beispielsweise auf eine ausgeprägtere anatomische Übereinstimmung von Omo 2 mit dem Fossil Arago XXI („Mensch von Tautavel“) verwiesen; mangelnde Eindeutigkeit beim Zuordnen von mutmaßlichen „Übergangsformen“ ist jedoch nichts Ungewöhnliches. Donald Johanson schrieb 2006: „Die Stücke sind anatomisch zweifellos modern, und mit ihrem mutmaßlich hohen Alter wurden sie sehr schnell zu entscheidenden Beweisstücken für jene, nach deren Ansicht der Homo sapiens sich zunächst in Afrika entwickelte und erst später die übrige Welt besiedelte“ (Out-of-Africa-Theorie).

### Omo 1
Die zahlreichen Bruchstücke des Schädels von Omo 1 stammen überwiegend aus dem hinteren und dem seitlichen rechten Bereich des Schädeldachs. Fragmente der Stirn, des Gesichtsschädels und des Unterkiefers von Omo 1 wurden ebenfalls überliefert, sie sind jedoch zumeist aufgrund fehlender Zwischenstücke voneinander getrennt. Vom Skelett unterhalb des Kopfes blieben unter anderem Teile des Schultergürtels, mehrere gut erhaltene Wirbel, Bruchstücke der Rippen und des Beckens sowie einige Knochen der Arme und der Beine erhalten.
Die Rekonstruktion des Schädelinhalts von Omo 1 lässt auf ein Gehirnvolumen von 1435 cm3 schließen. Als eindeutig modern werden die langen, gewölbten Scheitelbeine des Schädels sowie das kurze breite Gesicht mit hoher Stirn bezeichnet. Der Oberkiefer hat einen modernen, U-förmigen Gaumen, der Unterkiefer ein Kinn, und zwei erhaltene Zähne sind in Form und Größe ebenfalls denen des Homo sapiens ähnlich.

### Omo 2
Omo 2 ist ein stark fragmentiertes, aber weitgehend erhaltenes Schädeldach (Calvaria), dessen seitliche Teile fehlen. Die Rekonstruktion des Schädelinhalts lässt ebenfalls auf ein Gehirnvolumen von über 1400 cm3 schließen. „Die Calvaria Omo 2, welche in einigen Details Kabwe 1 z. T. auffallend ähnelt, wird als spät-archaischer H. sapiens klassifiziert; sie soll aber andererseits auch schon typische Merkmalsausprägungen des anatomisch modernen Menschen besitzen, z. B. die für H. sapiens typische Trennung der Augenbrauenbögen (Arcus superciliares) und des Überaugendreiecks (Trigonum supraorbitale).“ Donald Johanson wies 2008 darauf hin, Omo 2 sei wesentlich kräftiger gebaut als Omo 1 und habe abweichende Muskelansätze sowie ein abgewinkeltes Hinterhauptbein (Hinterhauptsleiste), zudem sei die Stirn fliehend. Allerdings habe auch Omo 2 lange gewölbte Scheitelbeine und das Schädeldach sei oben breiter als an der Basis. Daher erwog er, dass sie nicht beide aus der gleichen Population stammen.

### Omo 3
Omo 3 ist das Fragment des Schädeldachs eines Erwachsenen mit erhaltenem Stirnbein einschließlich Glabella. Der Fund weist Ähnlichkeiten mit dem Fossil Omo 1 auf, er konnte jedoch bislang nicht sicher datiert werden, da die genaue Fundschicht umstritten ist. Omo 3 ist demnach entweder rund 195.000 oder rund 104.000 Jahre alt und wird Homo sapiens zugeschrieben.

## Omo-Kibish
Die als Omo-Kibish bezeichneten Fossilienfundstellen befinden sich bei annähernd 5° 23' Nord, 35° 56' Ost in Äthiopien im Tal des Omo-Unterlaufs. Sie wurden benannt nach der geologischen Formation Kibish, deren Bezeichnung ebenfalls von einem Gewässer – dem Fluss Kibish, einem Grenzfluss zum Südsudan – abgeleitet ist. Erstmals kartiert wurde das Gelände ab Mitte der 1960er-Jahre von Frank Brown im Rahmen der International Omo Research Expedition und zugleich von Forschern um Richard Leakey paläoanthropologisch erkundet. Karl Butzer verfeinerte in einer 1969 veröffentlichten Studie die Beschreibung der Abfolge von Sedimenten im Gebiet von Omo-Kibish. Diese Sedimente stammen jeweils aus Epochen mit einem Hochstand des Wassers im Turkana-See, zudem sind datierbare Tephra-Horizonte vulkanischen Ursprungs vorhanden.
Außer den Funden Omo 1 bis Omo 3 wurden 1967 und 2001 einige weitere hominine Knochen entdeckt, ferner Steinwerkzeuge aus den Epochen des Middle Stone Age und des Later Stone Age.

## Belege
1. 1 2   Michael Herbert Day: Early Homo sapiens Remains from the Omo River Region of South-west Ethiopia: Omo Human Skeletal Remains. In: Nature. Band 222, 1969, S. 1135–1138, doi:10.1038/2221135a0.
2. ↑  Eintrag KHS in: Bernard Wood: Wiley-Blackwell Encyclopedia of Human Evolution. Wiley-Blackwell, 2011, ISBN 978-1-4051-5510-6.
3. ↑  Karl W. Butzer, Frank Brown und David L. Thurber: Horizontal sediments of the Lower Omo Valley: the Kibish Formation. In: Quaternaria. Band 11, 1969, S. 15–29.
4. ↑  R. E. F. Leakey: Early Homo sapiens Remains from the Omo River Region of South-west Ethiopia: Faunal Remains from the Omo Valley. In: Nature. Band 222, 1969, S. 1132–1133, doi:10.1038/2221132a0.
5. ↑  John G. Fleagle, Zelalem Assefa, Francis H. Brown und John J. Shea: Paleoanthropology of the Kibish Formation, southern Ethiopia: Introduction. In: Journal of Human Evolution. Band 55, Nr. 3, 2008, S. 360–365, doi:10.1016/j.jhevol.2008.05.007.
6. ↑  Ian McDougall, Francis H. Brown und John G. Fleagle: Stratigraphic placement and age of modern humans from Kibish, Ethiopia. In: Nature. Band 433, 2005, S. 733–736, doi:10.1038/nature03258.
7. ↑  Ian McDougall, Francis H. Brown und John G. Fleagle: Sapropels and the age of hominins Omo I and II, Kibish, Ethiopia. In: Journal of Human Evolution. Band 55, Nr. 3, 2008, S. 409–420, doi:10.1016/j.jhevol.2008.05.012.
8. ↑  Céline M. Vidal et al.: Age of the oldest known Homo sapiens from eastern Africa. In: Nature. Band 601, 2022, S. 579–583, doi:10.1038/s41586-021-04275-8.
 Earliest human remains in eastern Africa dated to more than 230,000 years ago. Auf: eurekalert.org vom 12. Januar 2021.
9. ↑  Michael Herbert Day und Chris Stringer: A reconsideration of the Omo Kibish remains and the erectus-sapiens transition. In: Henry de Lumley (Hrsg.): 1er Congrès International de Paléontologie Humain (Prétirage). Nizza 1982, S. 814–846.
10. ↑  Michael Herbert Day und Chris Stringer: Les restes crâniens d’Omo-Kibish et leur classification à l’intérieur du genre Homo. In: L’Anthropologie. Band 95, 1991, S. 573–594.
11. 1 2 3 4  Donald Johanson, Blake Edgar: Lucy und ihre Kinder. Elsevier, 2. erweiterte Auflage, München 2008, S. 252, ISBN 978-3-8274-1670-4.
12. ↑   Winfried Henke, Hartmut Rothe: Stammesgeschichte des Menschen. Eine Einführung. Springer Verlag, Berlin u. a. 1999, S. 268, ISBN 3-540-64831-3.
13. ↑  Eintrag Omo 3 in: Bernard Wood: Wiley-Blackwell Encyclopedia of Human Evolution. Wiley-Blackwell, 2011, ISBN 978-1-4051-5510-6.
14. ↑  Karl Butzer: Early Homo sapiens Remains from the Omo River Region of South-west Ethiopia: Geological Interpretation of Two Pleistocene Hominid Sites in the Lower Omo Basin. In: Nature. Band 222, 1969, S. 1133–1135, doi:10.1038/2221133a0.
15. ↑  Eintrag Omo-Kibish in: Bernard Wood: Wiley-Blackwell Encyclopedia of Human Evolution. Wiley-Blackwell, 2011, ISBN 978-1-4051-5510-6.